# Overwatch
Overwatch (транскр.  Овервоч) је онлајн пуцачина из првог лица направљена и издата од стране Blizzard Entertainment . Изашла је 24. маја 2016. године за платформе Windows, PlayStation 4, и Xbox One.
"Овервоч" ставља играче у два тима од по шест играча. Сваки од играча бира једног од 24 предефинисана лика, звана "хероја". Сваки од хероја има јединствене карактеристике, моћи и изглед. Улоге хероја су следеће: Напад (Offense), Одбрана (Defense), Тенк (Tank) и Подршка (Support).
Играчи у једном тиму раде заједно да заузму контролне тачке на мапи или да превезу терет преко исте у току ограниченог времена.
У току игре могуће је откључати козметичке додатке који немају утицаја на игру, као што су скинови и победничке позе.
У игри постоји више модова, као што су компетитивни са ранг листом, "нормална" игра и разни аркадни модови. Могуће је набавити и разне козметичке додатке микротрансакцијама.
"Овервоч" је настао након отказивања ММО игре "Титан" у 2014. Игра је највише инспирације добила из игара "Титан" и "Team Fortress 2". Неке идеје су дизајнери узели од MOBA игара попут "DotA 2" и "League of Legends". Највише времена дизајнери су потрошили на прављење ликова, њихових моћи и физичког изгледа, позадинске приче као и балансирању истих како би били приступачни новајлијама у жанру, али и искуснијим играчима.
"Овервоч" је представљен на БлизКону 2014 и потпуно игривом стању и био је у затвореној бети од касне 2015 до ране 2016. Отворену бету играло је око 10 милиона играча. Игра је рекламирана кратким анимираним видео снимицима који су представљали причу и све ликове. "Овервоч" је по изласку зарадио позитивне критике због једноставности играња, различитих ликова, шарене графике и забавног гејмплеја. Ова игра се сматра једном од најбољих у 2016, а добила је више награда за игру године. "Овервоч" је и признати електронски спорт, те од 2017. се одржавају професионална такмичења са тимовима и спонзорима.

## Развиће игре
Игра је настала на темељима пропале игре Титан, која је била у развоју 7 година. Овервоч је могао да се по први пут игра у затвореној бети крајем 2016. Затворена бета је прешла у отворену почетком 2016. а у мају 2016. игра је званично објављена.

## Професионална игра
Overwatch league (Овервоч лига) је основана 2016 године и ту се такмиче најбољи играчи и најбољи тимови ове игре. 2016. године није се одржала лига, него само неколико мањих турнира, 2017. одржана је мања лига, док је за 2018. годину планирана права Овервоч лига.